# 巴馬科
巴馬科（Bamako）是西非國家馬里的首都，名稱源自班巴拉語，意為「鱷魚之河」，也是該國最大城市，政治、经济中心。位於尼日尔河畔。北倚库鲁巴山，南部可通过巴马科大桥连接对岸。市区地势平坦，海拔320～340米，西北侧为丘陵地区，海拔在450米左右。巴马科属于典型的热带草原气候（Climat tropical de savane），全年气候炎热，平均气温28℃ ，绝对最高气温可达43.7℃，年均降水量1000毫米，6～9月为雨季，冬季降水量则几乎为零。巴马科的城市历史起源于18世纪末，最初为一个小镇，20世纪初法国殖民者在此大兴土木，并先后成为了上塞内加尔-尼日尔（Haut-Sénégal et Niger）和法属苏丹（Soudan Français）的行政中心。
马里于1960年9月22日独立，巴马科成为了该国首都并再无改变。
1993年2月11日，根据马里国家行政区划方案，巴马科作为首都而单独成立一个大区（Région）。巴马科是西非重要的商贸中心和交通枢纽，巴黎—巴马科有常年固定航线。同时，巴马科也是非洲城市化发展速度最快的城市，其增长率世界排名第六

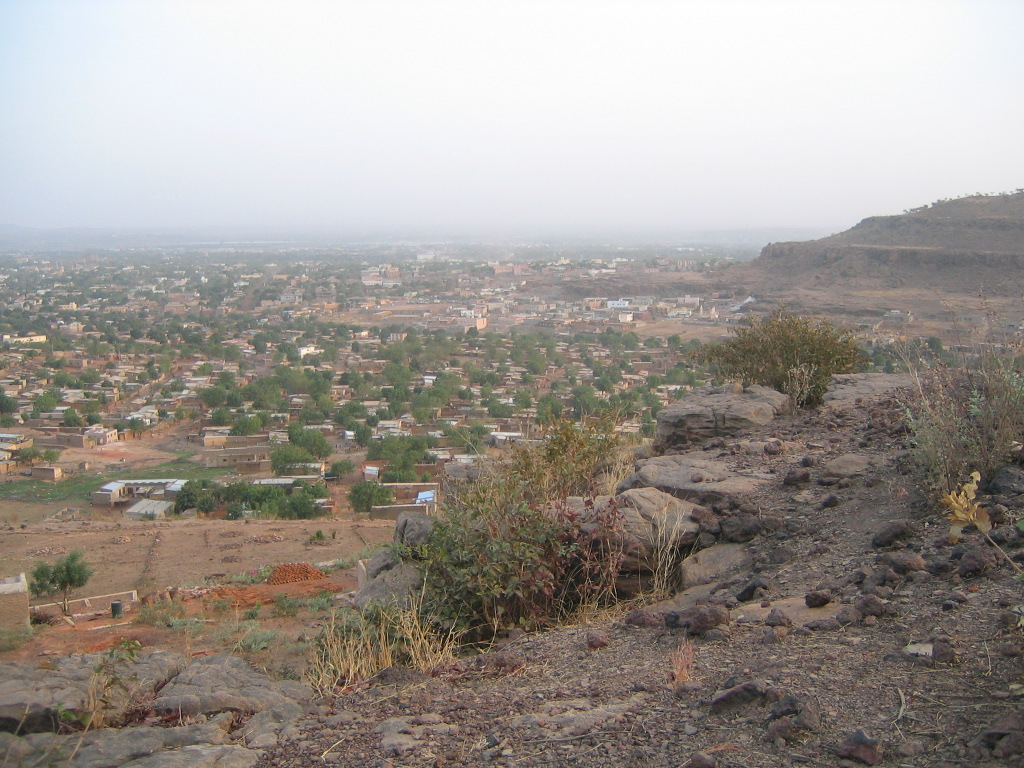
從山上俯瞰巴馬科

2017年人口1,297,281。
1908年，巴馬科成為法屬蘇丹的首府。
巴馬科有一個國際機場，也有鐵路連接其它城市。

## 地理
海拔320至340公尺，地勢較平坦，略向南傾斜，城市北方為庫魯巴山，市区其余地方地势都比较平坦，平均海拔大约330米，尼日河橫貫城市南部，巴马科市区位于尼日尔河冲积平原上，故地表主要以沉积岩（Roche Sédimentaire）为主。西北侧的山脉呈朱红色，可能含有铁矿石，但尚未开发利用，市区中部为尼日尔河（Le Niger），该河也是西非第一大河。尼日尔河巴马科段的河面宽度在800米左右，一些地方可超过2千米，河道两侧植被覆盖率较高。受气候影响，该河的年径流量变化很大。有法赫德國王大橋及烈士橋跨越尼日河。

## 气候
| 月份          | 1月  | 2月  | 3月  | 4月  | 5月  | 6月   | 7月   | 8月  | 9月   | 10月 | 11月 | 12月 | 全年  |
| ------------- | ---- | ---- | ---- | ---- | ---- | ----- | ----- | ---- | ----- | ---- | ---- | ---- | ----- |
| 最低均温 (°C) | 17,3 | 20   | 23,1 | 25,2 | 25,3 | 23,4  | 22    | 21,6 | 21,6  | 21,5 | 19,2 | 17,4 | 21,5  |
| 均温(°C)      | 25,1 | 27,8 | 30,2 | 31,6 | 31,4 | 29,1  | 26,8  | 26,1 | 26,6  | 27,7 | 26,5 | 24,8 | 27,8  |
| 最高均温 (°C) | 32,7 | 35,9 | 37,9 | 38,7 | 37,8 | 34,8  | 31,6  | 30,8 | 31,9  | 34,4 | 34,7 | 32,5 | 34,5  |
| 降水量 (mm)   | 0,2  | 0,1  | 1,9  | 25,1 | 46,2 | 121,2 | 217,7 | 234  | 164,6 | 65,4 | 2,4  | 0    | 878,8 |

## 經濟
巴馬科為馬里最大的工商業中心及交通樞紐，擁有各國的大企業進駐在此，亦為尼日河流域的農畜產品集散地。於1923年達卡-尼日鐵路完成後，可連接至塞內加爾達喀爾，經濟也隨之發展。
在2006年，巴馬科是當年經濟發展得最快的非洲城市，在世界排名中第六位。国际机场设在巴马科市郊塞努，可供大型客机起降，辟有从巴马科至巴黎、达喀尔、阿比让、洛美等10多条国际航线。系最不发达国家。经济以农牧业为主，粮食不能自给，系非洲主要产棉国和产金国。近年马里政府重点发展农业，加强水利、道路等基础设施建设，加快石油勘探和矿产开发。为增加税收、扩大就业，政府积极招商引资，兴建水泥、汽车组装、食品加工、制糖等一批新兴企业，还大力推动矿产、油气资源开发。2012年，受国内局势动荡影响，马国民经济受到重创。2013年国民经济逐步恢复，主要经济数据预计如下：
　　国内生产总值（GDP）：114亿美元。
　　人均国内生产总值：817美元。
　　国内生产总值增长率：2.1%。
　　货币名称：非洲金融共同体法郎（Franc de la Communauté financière d’Afrique），简称非洲法郎（FCFA）。
　　汇率：1美元≈494非洲法郎。
　　通货膨胀率：-0.6%。
据经济合作与发展组织统计，马政府2012年获得官方发展援助10.01亿美元（货币单位下同），其中双边援助占73%。主要捐助方为：美国3.11亿， 国际开发协会1.14亿，欧盟1.13亿，加拿大1.05亿，法国0.79亿，荷兰0.53亿，非洲发展基金0.51亿，德国0.46亿，瑞典0.31亿，国际货币基金组织0.27亿。2013年1月29日，由非盟、联合国和西共体共同发起的马里问题捐助方会议在亚的斯亚贝巴召开，为马军和“非马团”募集到约4.5亿美元的援助。5月15日，欧盟、法国与马里一道在布鲁塞尔举办了支持马里发展高级别国际捐助方会议，为马里募集到约32.5亿欧元捐款。5月，马里过渡政府与世界银行签署协议，世界银行将向马里3个项目提供总价值为660亿非郎的资助。马里政府、联合国开发计划署、欧盟和比利时签署协议，各国将通过联合国开发计划署成立的一揽子基金为马政府组织大选提供资金，总额达1500万欧元，比利时将向该基金提供150万欧元。国际货币基金组织宣布向马提供1510万美元援助，帮助马满足紧急财政需求。7月，法国向马提供1500万欧元和140亿非郎援助，分别用于预算支持和重建马北方地区基础设施。9月，世界银行向马提供5000万美元贷款，用于支持马经济发展。10月，国际货币基金组织宣布向马提供300亿非郎贷款。11月，世界银行决定向马提供8000万美元贷款，用于巴马科城市饮用水供给项目。2014年5月，日本宣布将向马提供4000万美元用于加强萨赫勒地区安全。

## 政治
2012年3月22日，马首都部分军人发动政变，杜尔政府被推翻。同时，马面临严峻的北方分裂危机。2012年初，马北方图阿雷格族分裂武装发动叛乱，并于4月成立“阿扎瓦德独立国”。 “伊斯兰马格里布基地组织”等恐怖和极端势力也借机在马北方扩充势力，控制了马北方三大区。2013年1月，马里北方反叛武装南下，向马政府军控制地区发动进攻。应马过渡政府要求，法国和一些非洲国家出兵协助马政府军平叛，此后马政府基本控制北方地区。6月，马过渡政府与北方图阿雷格族武装就在全境举行大选和包容性对话达成初步协议。8月，马总统选举顺利举行，马里联盟党候选人凯塔当选总统并于9月正式就职，任命奥马尔·塔特姆·利（Oumar Tatam LY）为总理并组建新政府。2014年4月，凯塔总统任命原城市规划和城市政策部长穆萨·马拉（Moussa MARA）为总理，组建新一届政府。目前，马政局总体稳定，但北方安全局势依然脆弱。5月，马政府军与图阿雷格族武装在基达尔市激烈交火，后在非盟方面斡旋下停火。7月，马政府与图阿雷格族武装在阿尔及尔启动和谈，双方签署了谈判路线图，于9月开始在阿尔及尔启动第二阶段谈判。2012年12月20日，联合国安理会通过2085号决议，决定授权向马派遣为期一年的“非洲领导的驻马里国际支持特派团（AFISMA）”（以下简称“非马团”）。2013年4月25日，联合国安理会通过马里问题2100号决议，授权成立联合国驻马里综合稳定团（“联马团”），总兵力约为12600人，“非马团”部分人员将并入“联马团”。7月1日，联合国在马维和行动正式启动。2014年6月，安理会通过决议，“联马团”延期一年。
现行宪法于1992年１月经全民公决通过。1999年1月经全民公决通过宪法修正案。宪法规定：实行立法、行政、司法三权分立；总统由直接普选产生，任期5年，可连选连任一次；总统是国家元首，拥有任免总理和部长、颁布法令、组织公民投票、解散议会、宣布紧急状态等重要行政权力；国民议会享有立法和监督权；政府是由总统直辖的最高行政机构，向国民议会负责；司法独立；公民享有思想、宗教、信仰、言论、结社、劳动、休息、私人财产不受侵犯、自由经营和社会救助等权利。
司法机构由最高法院、宪法法院、行政法院、上诉法院、重罪法庭、一审法院等机构组成。最高法院系终审法院，下设司法院和行政财务院。一审法院为初审法院，同级的还有巴马科地区法院、商业法院、治安法院和劳动法院等。最高法院院长努乌姆·塔比里（Nouhoum Tapily）2011年5月12日就职。
1991年3月开始实行多党制，同年7月召开的全国会议制定并通过了《政党法》。2005年8月，国民议会对《政党法》进行了修改，对政党的组建和运作等作出新的规定。现有104个政党。

## 氣候
| 巴馬科              | 巴馬科   | 巴馬科   | 巴馬科   | 巴馬科   | 巴馬科   | 巴馬科    | 巴馬科     | 巴馬科     | 巴馬科    | 巴馬科   | 巴馬科   | 巴馬科   | 巴馬科       |
| 月份                | 1月      | 2月      | 3月      | 4月      | 5月      | 6月       | 7月        | 8月        | 9月       | 10月     | 11月     | 12月     | 全年         |
| ------------------- | -------- | -------- | -------- | -------- | -------- | --------- | ---------- | ---------- | --------- | -------- | -------- | -------- | ------------ |
| 历史最高温 °C（°F） | 42 (108) | 47 (117) | 43 (109) | 44 (111) | 46 (115) | 41 (106)  | 39 (102)   | 36 (97)    | 36 (97)   | 40 (104) | 43 (109) | 40 (104) | 47 (117)     |
| 平均高温 °C（°F）   | 33 (91)  | 36 (97)  | 39 (102) | 39 (102) | 39 (102) | 34 (93)   | 32 (90)    | 31 (88)    | 32 (90)   | 34 (93)  | 34 (93)  | 33 (91)  | 35 (94)      |
| 平均低温 °C（°F）   | 16 (61)  | 19 (66)  | 22 (72)  | 24 (75)  | 24 (75)  | 23 (73)   | 22 (72)    | 22 (72)    | 22 (72)   | 22 (72)  | 18 (64)  | 17 (63)  | 21 (70)      |
| 历史最低温 °C（°F） | 9 (48)   | 11 (52)  | 14 (57)  | 18 (64)  | 19 (66)  | 18 (64)   | 18 (64)    | 17 (63)    | 17 (63)   | 15 (59)  | 12 (54)  | 8 (46)   | 8 (46)       |
| 平均降水量 mm（）   | 0 (0)    | 0 (0)    | 3 (0.1)  | 15 (0.6) | 74 (2.9) | 137 (5.4) | 279 (11.0) | 348 (13.7) | 206 (8.1) | 43 (1.7) | 15 (0.6) | 0 (0)    | 1,120 (44.1) |
| [ 來源請求 ]        |          |          |          |          |          |           |            |            |           |          |          |          |              |

### 姐妹城市
- 法國 昂热（1974）
- 布吉納法索 博博迪乌拉索
- 塞内加尔 达喀尔
- 德国 莱比锡
- 美国 罗切斯特 (1975)
- 巴西 圣保罗 (2000)
- 阿什哈巴德 (1974)